# Малое Сидорово (Тверская область)
Малое Сидорово  — опустевшая деревня в Калязинском районе Тверской области. Входит в состав Семендяевского сельского поселения.

## География
Находится в юго-восточной части Тверской области на расстоянии приблизительно 25 км на северо-восток по прямой от районного центра города Калязин.

## История
Была отмечена на карте 1825 года. В 1859 году здесь (тогда деревня Калязинского уезда Тверской губернии) было учтено 16 дворов.

## Население
Численность населения: 113 человек (1859 год), 1(русские 100 %) в 2002 году, 0 в 2010.